# Lampermai
Lampermai is een bestuurslaag in het regentschap Aceh Besar van de provincie Atjeh, Indonesië. Lampermai telt 917 inwoners (volkstelling 2010).